# John Erman
Pour les articles homonymes, voir Erman.
John Erman, né le 3 août 1935 à Chicago et mort le 25 juin 2021, est un réalisateur, producteur et acteur américain né à Chicago, dans l'Illinois (États-Unis).

## Filmographie

### Réalisateur
- 1963 : Au-delà du réel (The Outer Limits) (série télévisée)
- 1964 : Gomer Pyle, U.S.M.C. (série télévisée)
- 1965 : Ne mangez pas les marguerites (Please Don't Eat the Daisies) (série télévisée)
- 1967 : The Second Hundred Years (série télévisée)
- 1968 : Madame et son fantôme (The Ghost & Mrs. Muir) (série télévisée)
- 1968 : Star Trek (série télévisée) : épisode L'Impasse
- 1969 : Room 222 (série télévisée)
- 1969 : Docteur Marcus Welby (Marcus Welby, M.D.) (série télévisée)
- 1970 : Arnie (en) (série télévisée)
- 1971 : Making It
- 1973 : Ace Eli and Rodger of the Skies
- 1973 : The Girl with Something Extra (série télévisée)
- 1973 : Letters from Three Lovers (en) (TV)
- 1976 : Good Heavens (en) (série télévisée)
- 1977 : Green Eyes (en) (TV)
- 1977 : Racines (Roots) (feuilleton TV)
- 1977 : Alexander: The Other Side of Dawn (en) (TV)
- 1978 : Child of Glass (TV)
- 1978 : Just Me and You (TV)
- 1979 : My Old Man (TV)
- 1980 : This Year's Blonde (en) (TV)
- 1980 : The Scarlett O'Hara War (TV)
- 1980 : The Silent Lovers (TV)
- 1982 : The Letter (TV)
- 1982 : Eleanor, First Lady of the World (TV)
- 1983 : Another Woman's Child (TV)
- 1983 : Who Will Love My Children? (en) (TV)
- 1984 : Un tramway nommé Désir (A Streetcar Named Desire) (TV)
- 1985 : Le Droit de tuer (TV)
- 1985 : The Atlanta Child Murders (feuilleton TV)
- 1985 : Un printemps de glace (An Early Frost) (TV)
- 1987 : The Two Mrs. Grenvilles (TV)
- 1987 : When the Time Comes (TV)
- 1988 : Le Journal d'Anne Frank (The Attic: The Hiding of Anne Frank) (TV)
- 1988 : David (TV)
- 1990 : Stella
- 1990 : Les Derniers jours de bonheur (The Last Best Year) (TV)
- 1991 : The Last to Go (téléfilm)
- 1991 : Au-delà du désespoir (Our Sons) (TV)
- 1991 : Un coupable idéal (Carolina Skeletons) (TV)
- 1993 : Queen (en) (feuilleton TV)
- 1994 : Leçons de conduite (Breathing Lessons) (TV)
- 1994 : Scarlett (feuilleton TV)
- 1995 : The Sunshine Boys (TV)
- 1996 : The Boys Next Door (en) (TV)
- 1997 : La Maison bleue (Ellen Foster) (TV)
- 1998 : Rien d'autre que l'amour (Only Love) (TV)
- 1999 : La Vie secrète d'une milliardaire (Too Rich: The Secret Life of Doris Duke) (TV)
- 2001 : Victoria et Albert (Victoria & Albert) (TV)
- 2004 : The Blackwater Lightship (en) (TV)

### Producteur
- 1962 : Stoney Burke (série télévisée)
- 1963 : Au-delà du réel (The Outer Limits) (série télévisée)
- 1977 : Green Eyes (en) (TV)
- 1987 : When the Time Comes (TV)
- 1990 : Les Derniers jours de bonheur (The Last Best Year) (TV)
- 1991 : The Last to Go (téléfilm)
- 1994 : Leçons de conduite (Breathing Lessons) (TV)
- 1994 : Scarlett (feuilleton TV)
- 1995 : The Sunshine Boys (TV)
- 1996 : The Boys Next Door (en) (TV)
- 1997 : La Maison bleue (Ellen Foster) (TV)
- 1998 : Rien d'autre que l'amour (Only Love) (TV)
- 1999 : La Vie secrète d'une milliardaire (Too Rich: The Secret Life of Doris Duke) (TV)

### Acteur
- 1955 : Graine de violence (Blackboard Jungle) : Student seated behind Artie in class
- 1955[réf. nécessaire] : Benny Goodman (The Benny Goodman Story) : Harry Goodman (at 16)
- 1956 : Anything Goes : Boy
- 1959 : The Cosmic Man